# Sortland
Sortlandⓘ là một đô thị ở hạt Nordland, Na Uy.
Sortland đã được tách khỏi Hadsel năm 1841. Khu vực Godfjorden đã được tách khỏi Kvæfjord (và hạt Troms) đến Sortland (và hạt Nordland) ngày 1 tháng 1 năm 2000.

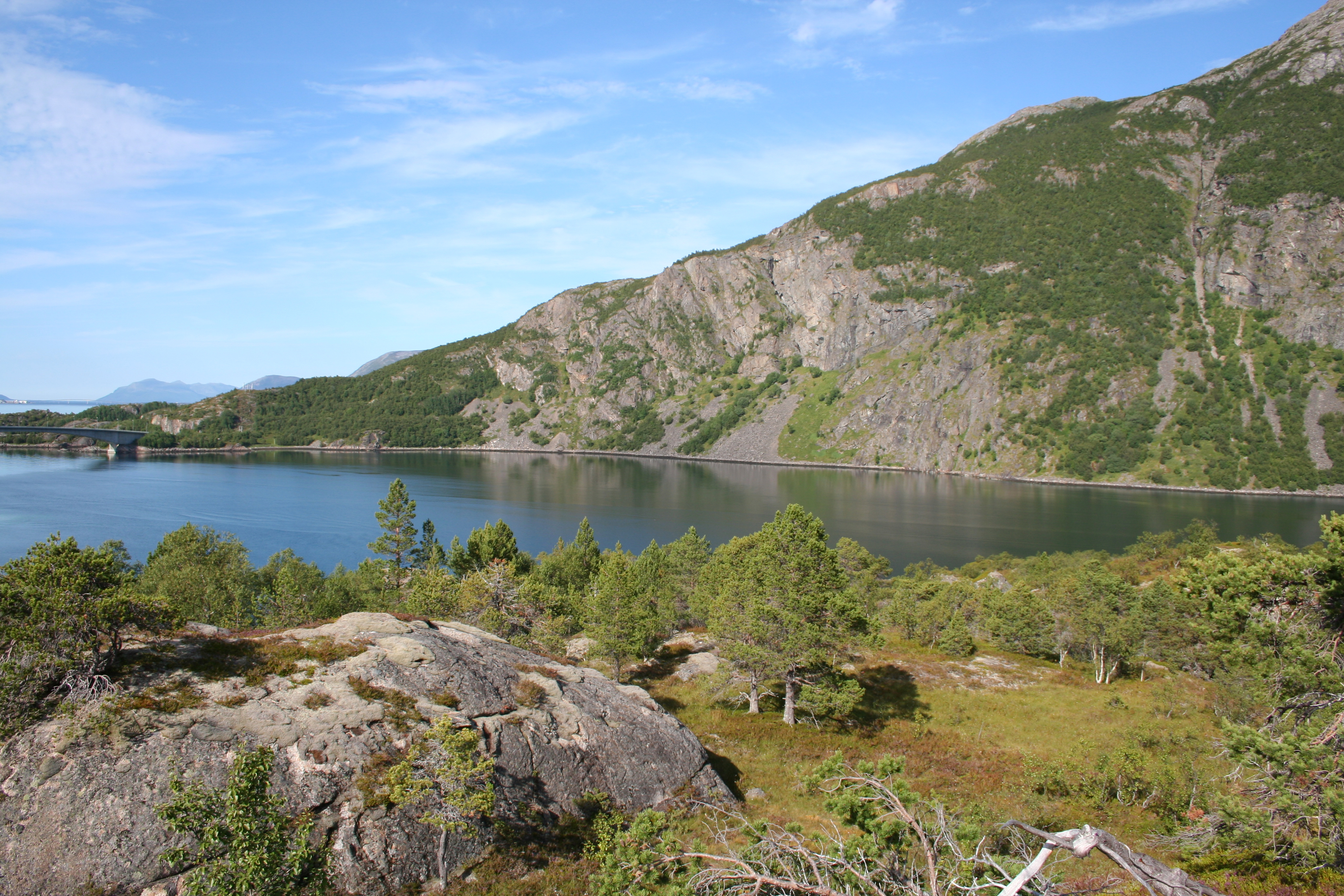
Djupfjorden ở đô thị Sortland

Sortland nằm ở đảo Langøya, là thị xã lớn nhất, là trung tâm thương mại của Vesterålen. Sortland nằm gần cầu Sortland nối Langøya với Hinnøya bằng đường bộ. 

## Liên kết ngoài

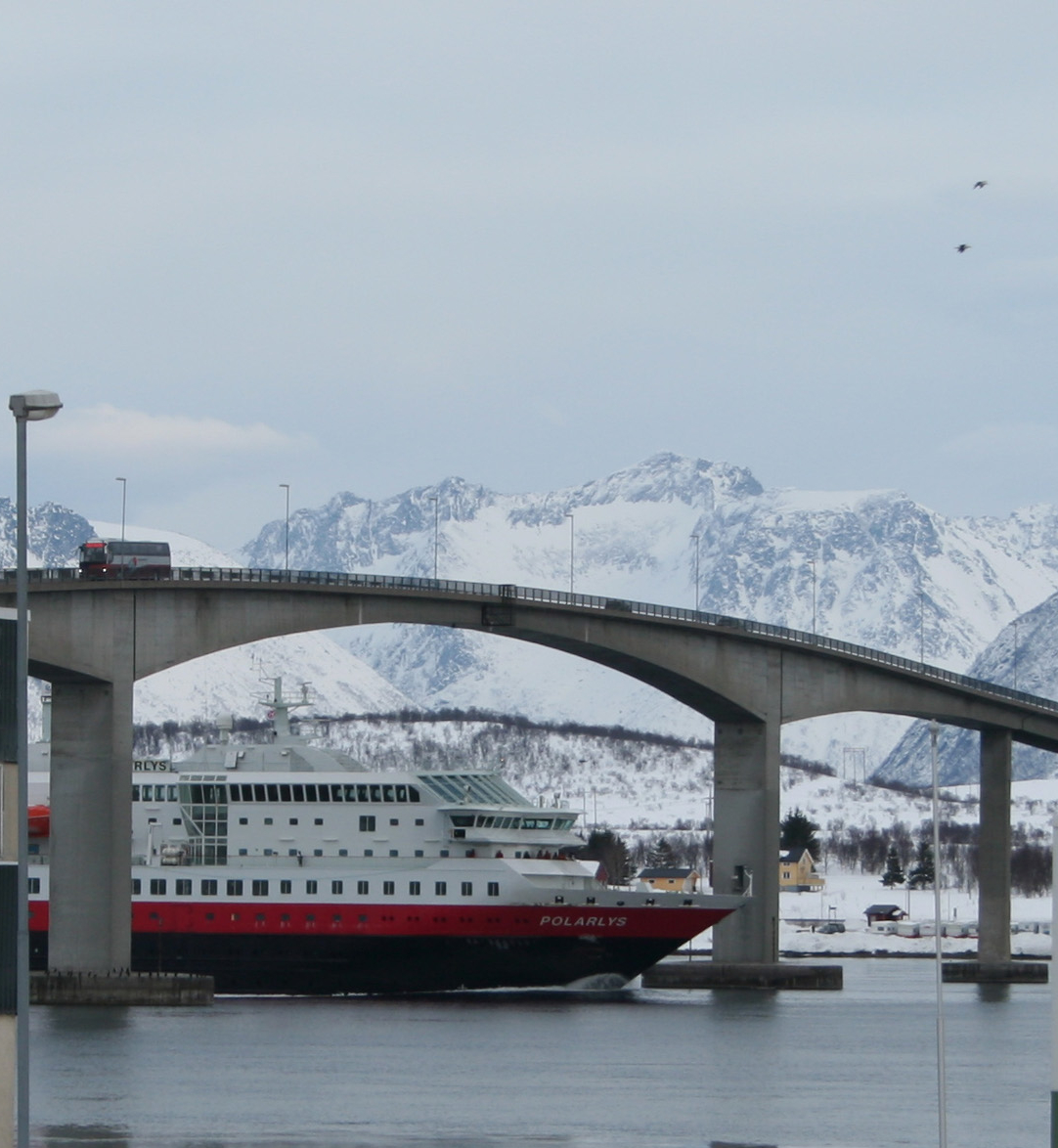
Cầu Sortland và Hurtigruta, tháng 2 năm 2007.